# Pietro Pomponazzi
Pietro Pomponazzi (Màntua, 16 de setembre de 1462 – Bolonya, 18 de maig de 1525) fou un filòsof italià. Estudià filosofia a Pàdua, on va ser professor fins al tancament de la Universitat, anant-se'n després a la Universitat de Bolonya, des del 1512 fins a la seva mort. Amb ell comença la traducció de l'aristotelisme intentant oblidar les traduccions medievals.
En aquesta època l'aristotelisme era encara part oficial del temari universitari establert durant el segle xiii. Pietro Pomponazzi és el representant més famós de l'aristotelisme nou en la seva època, especialment quant a la polèmica de la immortalitat de l'ànima humana. Pomponazzi va defensar que la immortalitat de l'ànima era una veritat de fe, però que filosòficament no es podia arribar a conèixer.